# Gheorghe Donici
Gheorghe Donici (n. 20 februarie 1849, Valea Seacă, jud. Bacău – d. 23 noiembrie 1916, Robănești, jud. Dolj), a fost un boier moldovean și militar român participant la Războiul de Independență al României și Primul Război Mondial, distins cu mai multe medalii pentru curajul arătat în luptă, printre care Virtutea Militară și Crucea Sfântului Gheorghe.
Înrolat voluntar la vârsta de 67 de ani, sergentul Donici a fost ucis pe câmpul de luptă lângă Craiova, la trei luni după intrarea României în Primul Război Mondial, în timp ce unitatea lui, Escadronul 3 din Brigada a 2-a a Regimentului 9 Roșiori executa Șarja de la Robănești. Pentru eroismul de care a dat dovadă, Gheorghe Donici a fost înaintat post-mortem la gradul de sublocotenent.
În prezent, străzi din mai multe orașe poartă numele sergentului Donici, iar un monument în amintirea lui a fost ridicat în anii 1930 în comuna Ștefan cel Mare.